# Wilhelm Exner
Wilhelm Franz Exner (né le 9 avril 1840 à Gänserndorf, en Autriche et mort le 25 mai 1931 à Vienne) est un ingénieur et spécialiste de sciences forestières, président d’honneur de l’Association autrichienne des métiers, qui attribue en son honneur la médaille Wilhelm Exner. 

## Biographie
Wilhelm Exner est le fils du chef de gare de Gänserndorf, sur la ligne Kaiser-Ferdinands-Nordbahn— premier chemin de fer en Autriche, qui reliait Vienne à la Moravie et à la Galice —, dont la mise en service a commencé un an avant sa naissance. Sa famille déménage à Vienne en 1853. Il  étudie à l'Institut polytechnique et est  membre de la fraternité Olympia à partir de 1859 et de la fraternité académique Olympia de Vienne . 
De 1862 à 1868, il enseigne en lycée, puis en 1868, devient professeur à l’Académie forestière de Mariabrunn, qu'il dirige à partir de 1875 et dont il est chargé de mettre en œuvre l'intégration à l'université des sciences agricoles de Vienne. Parallèlement, il est nommé professeur ordinaire de technologie mécanique, de génie forestier et de génie mécanique.
Il est l'initiateur et, de 1879 à 1904, le premier directeur du Musée technologique des métiers de Vienne, un institut supérieur d'enseignement et de recherche. il participe aussi à la fondation du Musée technique de l'industrie et du commerce de Vienne.
En 1925, il est nommé membre honoraire de l'Académie autrichienne des sciences.
Parallèlement à son travail scientifique et technique, Exner est politiquement actif dans la monarchie. Entre 1882 et 1897, il fait partie des députés libéraux du Conseil d'Empire. En 1905, il est nommé membre à vie de la chambre haute (Herrenhaus) de ce Conseil.

## Honneurs
Exner a reçu des doctorats honoris causa des universités techniques de Vienne et de Zürich.

## Hommages

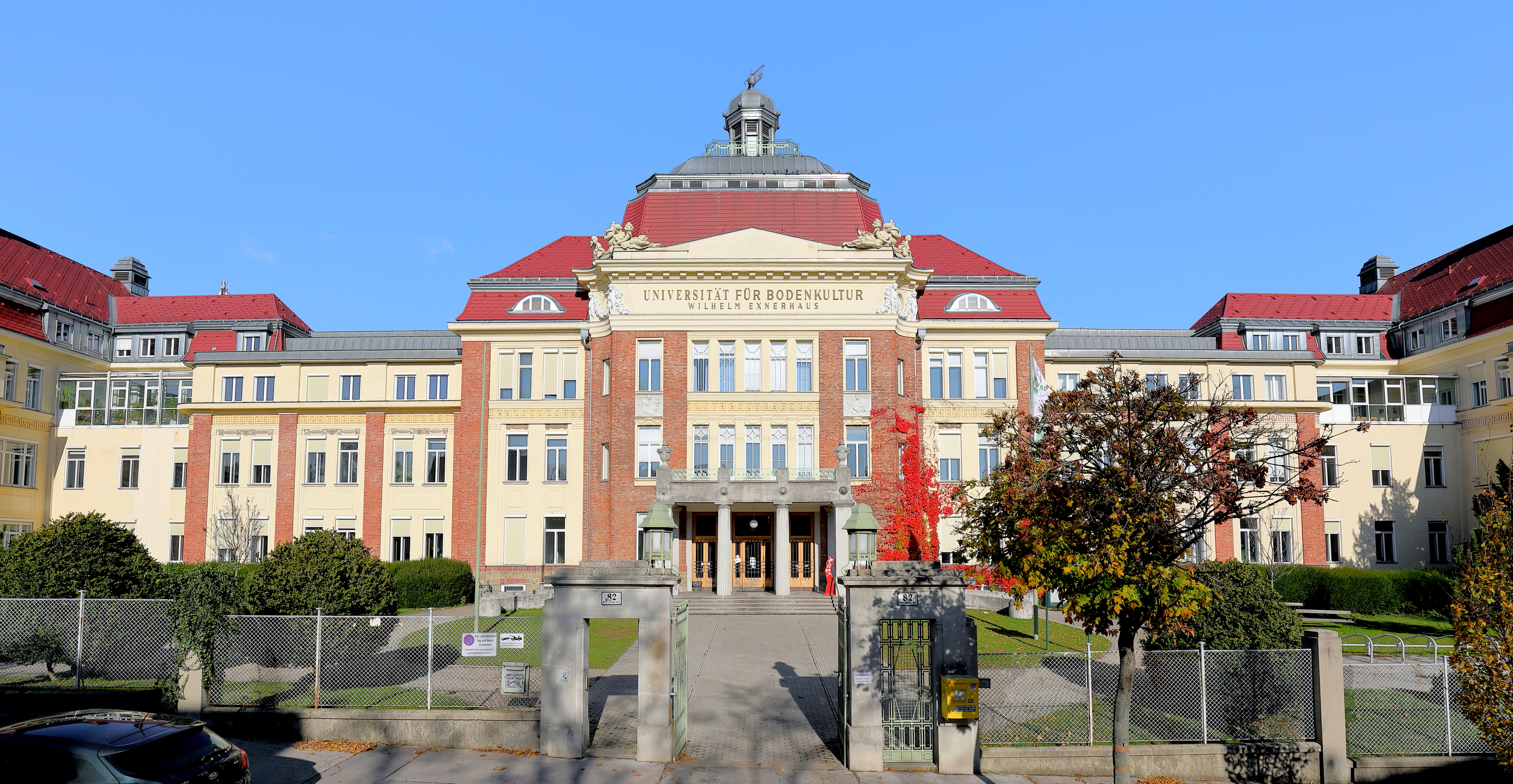
Bâtiment Wilhelm-Exner à l'université des sciences agricoles de Vienne (Autriche)

- La Médaille Wilhelm Exner médaille de l'Association autrichienne des métiers porte son nom et son portrait gravé. Elle est attribuée pour des travaux scientifiques qui ont un impact direct ou indirect important pour l'économie. Exner lui-même a fait partie des premiers récipiendaires, en 1921.
- Des rues nommées Wilhelm Exner se trouvent à Salzbourg et à Vienne, une place Wilhelm Exner dans sa ville natale Gänserndorf.
- Un bâtiment de l'université des sciences agricoles a été nommé d'après Exner.